# Aramus paludigrus
Aramus paludigrus je izumrla vrsta čapljolike, poluvodene ptice srodne ždralovima (red Gruiformes), koji su slični. Aramus paludigrus pronađen je u poznatom Konzentrat-Lagerstätteu Grupe Honda u La Venti, koji datira iz razdoblja srednjeg miocena, u središnjoj Kolumbiji.
Ova je ptica opisana 1997. na temelju gotovo potpune tibiotarzusne kosti, vrlo slične svom suvremenom rođaku, čapljoliki (Aramus garaudana), iako je ovaj element mjerio oko 196 mm long, što podrazumijeva 20% veću veličinu. Također se razlikuje od modernih vrsta kod kojih ova kost ima veće bočne kondile, osovina kosti je duža i uža, vrlo slična onoj kod modernih ptica roda Psophia. Opća struktura ove životinje ne bi se trebala jako razlikovati od modernih čapljolikih, budući da je prilično sjedilačka ptica (nisu poznati ostaci iz drugih dijelova Južne Amerike ), a ono što se zna o slojevima u kojima je pronađena, morala je gaziti kroz močvare u potrazi za puževima, kukcima i školjkašima kako bi se hranili njima, što je dovelo do njihova znanstvenog naziva, jer se na grčkom paludigrus može prevesti kao "močvarni ždral".